# Retz (Aisne)
Der Retz ist ein kleiner Fluss im Nordosten von Frankreich, der im Département Aisne der Region Hauts-de-France südwestlich der Stadt Soissons verläuft.

## Geografie

### Verlauf
Der Retz entspringt am Nordrand des Domänenforsts Forêt de Retz, im Gemeindegebiet von Puiseux-en-Retz, entwässert generell Richtung Nordnordost und mündet nach rund 15 Kilometern im Gemeindegebiet von Fontenoy als linker Nebenfluss in die Aisne.

### Orte am Fluss
(Reihenfolge in Fließrichtung)
- Puiseux-en-Retz
- Montgobert
- Soucy
- Cœuvres-et-Valsery
- Laversine
- Saint-Bandry
- Ambleny
- Pontarcher, Gemeinde Ressons-le-Long